# Ferdinand Leopold von Thadden
Ferdinand Leopold von Thadden (* 21. September 1798 in Diemitz bei Halle; † 13. Februar 1857 in Halle) war ein preußischer Oberstleutnant und erster Ehrenbürger der Stadt Aschersleben.

## Familie
Ferdinand Leopold von Thadden-Diemitz war Sohn des preußischen Generalleutnants und Gouverneurs von Spandau Johann Leopold von Thadden und dessen zweiter Frau Rahel Juliane Charlotte von Hünerbein (* 3. Juli 1759; † 5. März 1812), einer Schwester des Generals Friedrich Heinrich Karl von Hünerbein. Er wurde auf dem Gut Diemitz im Saalkreis geboren, dessen Erbherr sein Vater war.

## Leben und Wirken
Bereits im Knabenalter um 1804 war Thadden Junker im bis 1800 von seinem Vater geführten Infanterieregiment von Renouard. Thadden wurde 1806 Fähnrich und 1807 bald nach der verlorenen Schlacht von Jena aus der alten Armee entlassen.
Anfang November 1813 wurde Sekondeleutnant Thadden, zusammen mit den Rittmeistern Michelmann und Schulz, zur Anwerbung von Freiwilligen in Aschersleben ermächtigt, und am 12. Januar 1814 wurde Thadden als Premierleutnant zum Führer der 2. Eskadron im freiwilligen Jäger-Detachement des neu errichteten Elb-National-Husaren-Regiments. Am 1. April 1814 geriet Thaddens Eskadron in französisches Geschützfeuer auf einem Weg bei Klein-Ottersleben, blieb jedoch weitgehend verschont, da die Granaten auf dem vom Regen aufgeweichten Lehmboden nicht explodierten. Am 27. April 1814 trat er in der Festung Magdeburg als Premierleutnant zum eigentlichen 10. Husarenregiment über, während die freiwilligen Jägereskadrons entlassen wurden. 
Nach Teilnahme an der Schlacht bei Wavre wurde Thadden am 15. Oktober 1815 mit 26 unberittenen Soldaten des Regiments bei Montfort zum Abholen von Remonten unter dem Befehl von Oberstleutnant Witowski in die Ukraine abkommandiert. Er kehrte im Juni 1816 zurück und wurde am 10. Dez. 1816 zum Rittmeister und Chef der 3. Eskadron ernannt, die in Aschersleben Garnison hatte.
In den Friedensjahren um 1827 bemühte sich Rittmeister Thadden intensiv um Verschönerungen in der Stadt Aschersleben und deren Umgebung. Er organisierte mit dem Ratmann August Bernhard Christian Körte Kirschbaumpflanzungen und Rasenbänke am Wolfsberg und einem alten Turnplatz, gründete zusammen mit Körte einen Stadtverschönerungsverein, sorgte für die Befestigung des Weges zum Salzkoth mit der Anlage von Ruhebänken an der Nonnenwiese und veranlasste die Anpflanzung von Lindenbäumen, die Aufstellung von Bänken und die Anlage von Wegen auf der Herrenbreite.
Am 30. März 1836 wurde Thadden zum Major befördert und als etatmäßiger Stabsoffizier ins 2. Leib-Husaren-Regiment versetzt. Anlässlich seines Fortgangs und wegen seiner Verdienste um die Verschönerung der Stadt wurde er am 13. April 1836 zum Ehrenbürger von Aschersleben ernannt. Am 20. Sept. 1841 wurde ihm als Oberstleutnant mit dem Recht zum Tragen der Uniform der Abschied aus der Armee bewilligt.